# Orazio Lerario
Orazio Lerario (Putignano, 5 agosto 1777 – Altamura, 20 febbraio 1856) è stato un architetto e ingegnere italiano.

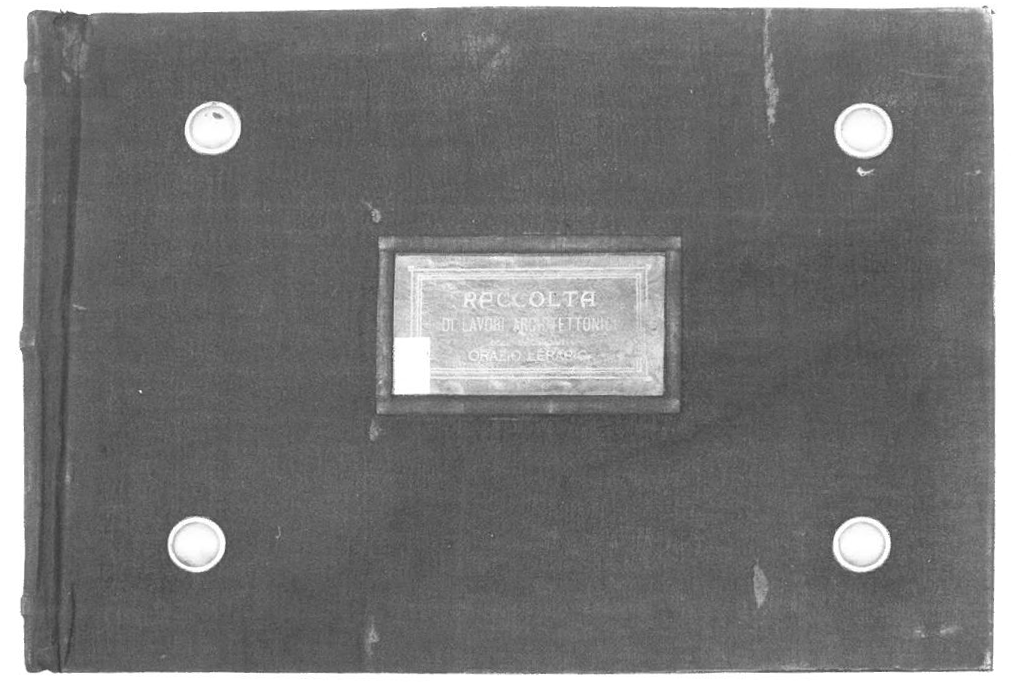
Album di Orazio Lerario, contenente i disegni e i progetti dell'architetto, donato dal figlio Virgilio Lerario e conservato presso l'Archivio Biblioteca Museo Civico di Altamura

È noto per i suoi numerosi progetti sul territorio pugliese, tra i quali il Cimitero ottocentesco di Altamura. Le sue opere si ispirano al cosiddetto palladianesimo, ossia lo stile architettonico teorizzato da Andrea Palladio nei suoi Quattro libri dell'Architettura (1570).
L'opera di Orazio Lerario è nota soprattutto grazie alla donazione, da parte del figlio Virgilio Lerario, alla Biblioteca comunale di Altamura dei documenti, delle lettere e dei 123 progetti del padre Orazio, quasi tutti inediti.
L'opera di Orazio Lerario è stata studiata recentemente da Giuseppe Pupillo, Maria Santoro e Luca Trevisan. In precedenza se n'era occupato anche Michele Marvulli.
Nel suo lavoro, Luca Trevisan mostra i segni dell'influenza diretta e indiretta dei disegni contenuti nelle opere di Palladio sui progetti di Orazio Lerario. Inoltre, il figlio Virgilio Lerario cita espressamente Andrea Palladio tra i maestri che hanno influenzato il padre.
L'influenza è anche stata messa in correlazione con il possesso da parte dell'Archivio Biblioteca Museo Civico di Altamura, di una copia dei Quattro libri, facente parte dell'edizione originale stampata nel 1570, e che Luca Trevisan ipotizza possa essere stata presente anche ai tempi di Lerario ed essere stata letta da quest'ultimo. Altri progetti di Lerario sono stati messi in correlazione con il libro di Ottavio Bertotti Scamozzi (1719-1790) Le fabbriche e i disegni di Andrea Palladio (1776), che conteneva progetti di Andrea Palladio successivi alla scrittura dell'opera I quattro libri e quindi non contenuti. A tal riguardo, Trevisan fa notare che degno di nota è il fatto che una copia dell'edizione del 1796 del libro di Bertotti Scamozzi è conservata presso la Biblioteca nazionale di Bari. Inoltre Lerario avrebbe preso spunto anche dai progetti di Sebastiano Serlio (1475-1554), al quale Andrea Palladio stesso si ispirò per alcuni suoi progetti non contenuti nell'opera I quattro libri (1570).

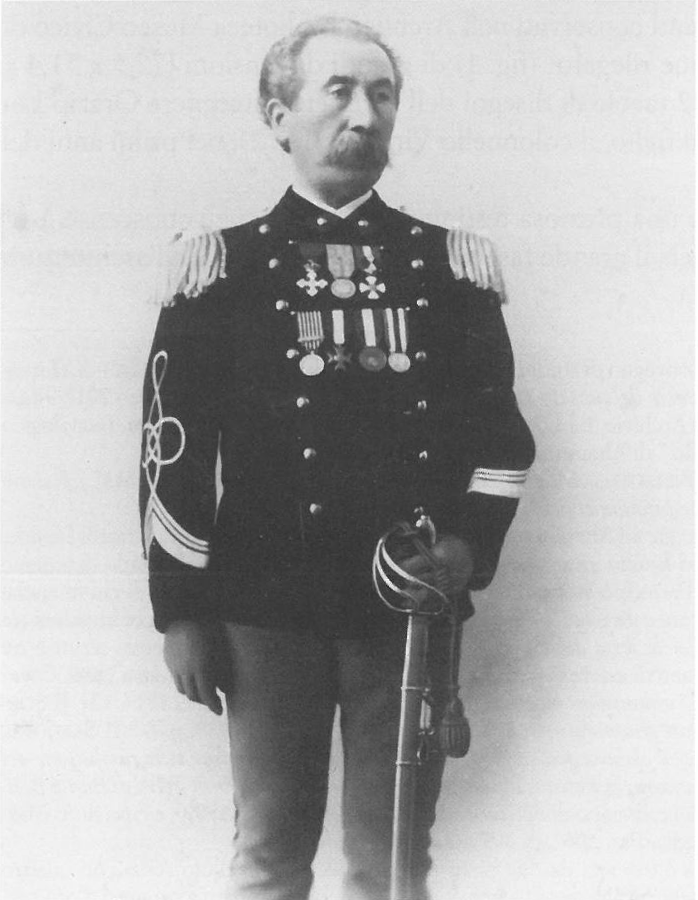
Il figlio, tenente colonnello Virgilio Lerario

## Biografia
Orazio Lerario nacque a Putignano il 5 agosto 1777 da Francesco Lerario e Giuseppangela Tristari, entrambi di Putignano. Studiò all'Università di Napoli fino al 1799, anno della nascita e del crollo della Repubblica Napoletana. Avendo aderito alle nuove idee della Rivoluzione francese, Lerario fu perseguitato e incarcerato nelle carceri del Cavone, le più "truci" di qel periodo e si salvò grazie all'arrivo delle truppe francesi, capitanate da Jean Étienne Championnet.
Dopo essere tornato nel suo paese natale Putignano, nel 1808 si trasferì stabilmente ad Altamura, in seguito all'apertura della Corte d'Appello di Altamura. Ad Altamura si sposò il 6 gennaio 1824 con Anna Gramegna, anch'ella di Putignano. Il rito non fu celebrato in Chiesa, ma nella loro abitazione di Strada la Corte 4 ad Altamura, con dispensa ecclesiastica, dopo che la coppia aveva già avuto tre figli.
Dedicò la sua vita all'architettura, che lui considerava la missione della sua vita. In punto di morte, durante il "delirio", discuteva di piani, sagome e di progetti del Cimitero ottocentesco di Altamura. Morì ad Altamura il 20 febbraio 1856, nella sua abitazione, situata su strada san Giovanni.

## Opere
Nella sua lunga vita, Orazio Lerario ebbe una netta e duratura vocazione per l'architettura. In particolare si occupò della costruzione dei cimiteri, trovandosi a lavorare nel periodo successivo all'editto di Saint Cloud; in quel periodo i vari re di Napoli premevano e legiferavano affinché tutti i comuni del regno avessero un cimitero esterno ai centri abitati per la tutela della "salute pubblica".

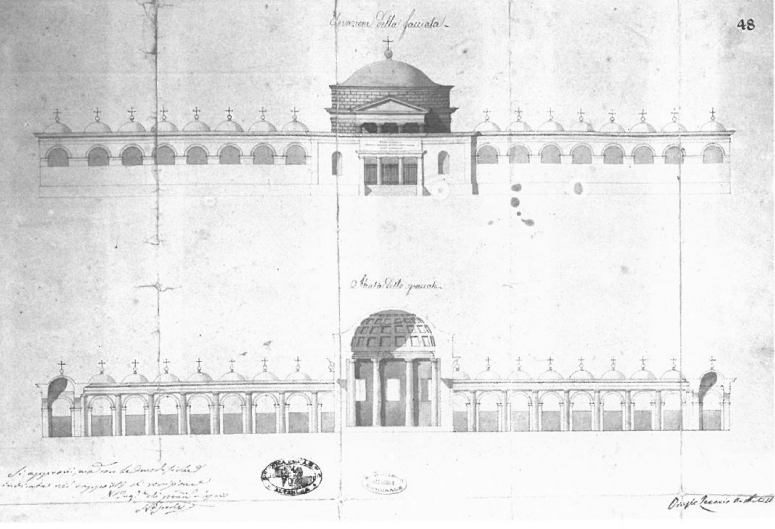
Il progetto originale del cimitero ottocentesco di Altamura

Nella sua carriera non si occupò solo di cimiteri. Una delle sue numerose opere è il Palazzo Melodia, situato in piazza Duomo e molti altri palazzi di Altamura; il suo progetto per il palazzo del signor Melodia fu scelto perché vincitore di un concorso bandito nel Regno di Napoli. Suo progetto era anche il vecchio teatro comunale, oggi demolito e ricavato dal refettorio dell'ex-convento di San Francesco di Altamura (odierno palazzo comunale). Suoi sono anche i progetti dei campanili di Gioia del Colle e Noci.
Oltre al Cimitero ottocentesco di Altamura (il quale fu realizzato con estrema economia e rimase incompleto rispetto al suo progetto originale), Lerario progettò anche i cimiteri di Matera (mai realizzato), Aliano, Bernalda, Ferrandina, Craco, Grassano, Grottole, Miglionico, Montepeloso, Oliveto, Pomarico (incompleto), Salandra, Tricarico, San Mauro Forte, Stigliano, Gorgoglione, Accettura, Cirigliano, la Chiesa madre di Santa Maria Assunta (Gorgoglione), il restauro della Chiesa matrice di San Lorenzo Martire (Laterza), il ponte sul Bradano nella regione di Montescaglioso, le sottoprefetture di Altamura e Matera, la strada Matera-Montescaglioso, e le strade extramurali di Matera, Putignano e molte altre città.

## I figli
Orazio Lerario ebbe almeno dieci figli, di cui cinque maschi e cinque femmine:
- Adelaide Lerario - maestra privata
- Camilla Lerario - direttrice di una scuola elementare di Altamura
- Davide Lerario - militare
- Emilio Lerario - tenente
- Federico Lerario - ingegnere
- Francesco Lerario - militare
- Lucrezia Lerario - maestra di una scuola elementare di Altamura
- Rosalia Lerario - maestra privata
- Virgilio Lerario - tenente colonnello
- Virginia Lerario - maestra privata